# Montreuil (potok)
Potok Montreuil (francouzsky ruisseau de Montreuil, také nazývaný ruisseau de la Pissotte) je bývalý vodní tok v Paříži.

## Popis
Potok Montreuil byl malý vodní tok, který pramenil v Montreuil. Vtékal do něj potok Orgueilleux poblíž místa zvaného La Pissotte (rue de Lagny v Montreuil), poté procházel  jezerem Saint-Mandé. V Paříži ve čtvrti Bercy jeho tok odpovídal přibližně dnešním ulicím rue de Fécamp, rue de Wattignies, rue de la Lancette a rue des Fonds Verts. Kolem roku 1840 protékal prostorem, který od roku 1849 zabrala železnice, až k rue de Bercy podél skladiště Bercy poblíž mýtné brány Rapée. Potok se vléval do Seiny v místě, kde byl postaven Palais Omnisports de Bercy.
Na konci 40. let 19. století byl tok upraven od rue des Fonds Verts k jeho ústí, aby vedl podél rue du Commerce (dnes rue Proudhon), place de l'église de Bercy, po severní straně rue de Bercy přes skladiště Bercy mezi ulicemi rue Mâcon a rue Bordeaux. Tato část toku byla současně zakryta.
Pod širým nebem tekl proti proudu od rue des Fonds Verts až k rue de Wattignies na východní konci 12. obvodu. V letech 1859-1860 byla i tato část zakryta a přeměněna na kanalizaci od jezera Saint-Mandé k městskému opevnění, v roce 1867 byl zakryt i zbytek toku od Saint-Mandé.